# Cnemidophorus parecis
Cnemidophorus parecis är en ödleart som beskrevs av  Colli, Costa, Garda, Kopp, Mesquita, Péres, Valdujo VIEIRA och WIEDERHECKER 2003. Cnemidophorus parecis ingår i släktet Cnemidophorus och familjen tejuödlor. Inga underarter finns listade i Catalogue of Life.